# اندی آبراهام
اندی آبراهام (به انگلیسی: Andy Abraham) (زاده ۱۷ ژوئیهٔ ۱۹۶۴) خواننده انگلیسی است.
او در مسابقه آواز یوروویژن ۲۰۰۸ نماینده بریتانیا بود.